# 尤长靖
尤长靖（1994年9月19日—），出生于马来西亚柔佛州，华语流行乐男歌手，香蕉娱乐旗下艺人，毕业于南京艺术学院流行音乐演唱专业。2018年，参与爱奇艺偶像男团竞演养成类真人秀《偶像练习生》，并以第九名成功作为限定组合NINE PERCENT成员出道，在团体中担当主唱。2019年5月15日，释出首张个人专辑『AZORAland』的首发曲《一颗星的夜》，在「QQ音乐巅峰人气榜」获得“人气钻石单曲”的认证，并分别以21秒及26秒的时间获得人气黄金单曲认证及尖叫黄金单曲认证，打破QQ音乐2019年平台记录。2019年10月6日，正式于限定男团NINE PERCENT毕业。2020年1月11日，于北京展览馆剧场举办首场个人音乐会「AZORAland·启」。2023年6月，开启了他的第一个个人巡回演唱会《AZORAland·毕业之前》。2024年参加芒果TV明星男团竞演真人秀节目《披荆斩棘第四季》，并取得总冠军的好成绩。粉丝名为「西柚」，个人应援色为西柚色。

## 早年生活
尤长靖是1994年9月19日出生于马来西亚柔佛州的马来西亚华人，从小便展现唱歌方面的热爱和天赋，3岁便能完整唱完《城里的月光》。13岁开始积极参加各类歌唱比赛。5年内参加的歌唱比赛将近500场。高中时期曾经加入吉他社，舞蹈社，並报名声乐课，期间于网上自学钢琴。
2014年赴中国南京艺术学院修读流行音乐演唱专业。2016年参加第二季《校园好声音》，展现了其唱跳能力，并获得全国八强。
2016年的12月加入香蕉娱乐，成为TRAINEE 18练习生中的一员。2017年5月在腾讯视频综艺《来吃来吃大胃王》中亮相。

## 演艺经历

### 2018年：通过《偶像练习生》选秀节目成功出道
2017年12月，尤长靖与TRAINEE 18练习生一起参加爱奇艺男团选秀节目《偶像练习生》。节目期间TRAINEE 18毕业曲《ROCK THE SHOW》于2018年1月22日上线。
2018年4月6日，尤长靖以第九名的排名作为NINE PERCENT限定九人男团成员成功出道，并在团队中担任主唱，是團體中唯一的馬來西亞人。
5月23日，尤长靖和NINE PERCENT其他成员在湖南卫视《快乐大本营》首次集体亮相。5月至7月随NINE PERCENT团体举行巡回粉丝见面会《THX with LOVE》。
6月29日，为浙江卫视古装剧《扶摇》演唱人物主题曲《傲红尘》。7月19日，为国漫电影《昨日青空》演唱同名主题曲。8月26日，尤长靖受邀参加《浙江卫视中国蓝十周年主题晚会》，首次演唱《傲红尘》。
9月15日，尤长靖作为爱奇艺《中国新说唱》四强帮唱嘉宾，和那吾克热合作演唱《漂向北方》，成功助力那吾克热以第一名的成绩晋级总决赛。9月22日，推出“觉计划-古乐重声”敦煌音乐文化觉醒计划中的单曲《西遇》。
11月3日，尤长靖获得“北京•国风极乐夜”音乐盛典最佳国风新锐男歌手奖，首登鸟巢舞台。11月4日， 担任优酷《完美的餐厅》常驻嘉宾。11月20日，随NINE PERCENT发行首张团体专辑《TO THE NINES》。
12月10日，推出首支个人特别单曲《Christmas有你》，并首次担任歌曲制作人。12月16日，于腾讯视频《由你音乐榜》首唱《Christmas有你》。

### 2019年：制作首张个人专辑，团体解散，回归歌手身份
2月19日，尤长靖在湖南卫视元宵喜乐会上演唱了《远走高飞》、《卖汤圆》。3月13日，担任爱奇艺《青春的花路》常驻嘉宾。
4月6日，尤长靖在出道一周年当天成立个人工作室，并开通工作室微博。
5月15日，首张专辑主打歌《一颗星的夜》正式上线。5月17日，尤长靖发布与绿箭合作的首个音乐剧《多久》。5月21日，绿箭音乐剧单曲《Miss U》上线。6月12日，和品冠合作演唱的《投己所好 （页面存档备份，存于）》上线。
6月19日，发布首专第二首单曲《一个人记得》。同日，香蕉家族演唱会真人秀《我们的演唱会》上线，尤长靖在节目中展现其全新原创曲《Love Hate》的制作过程。7月10日，为电视剧《亲爱的，热爱的》演唱插曲《爱不由我》。7月17日，为电视剧《七月与安生》演唱插曲《被劫持的思念》。7月21日，担任2019马来西亚世界宣明会饥饿30爱心大使。
8月2日，担任爱奇艺《做家务的男人》常驻嘉宾。8月3日香蕉家族演唱会上演唱多首歌曲。8月29日，由乌克兰导演Alan Badoev 执导的《一颗星的夜 （页面存档备份，存于）》MV正式上线，并获得QQ音乐巅峰榜2019年度MV。
9月9日，尤长靖和郑楠共同制作的《Love Hate》正式发布。9月15日，参与网易云青春重置计划PART I ，亲自改编并发布翻唱曲《寂寞寂寞就好》。9月19日生日当天发布首专第三首单曲《荒诞学家》。9月26日，随NINE PERCENT发行最后一张团体专辑《限定的记忆》，并收录亲自担任制作人的个人单曲《Maybe Someday》。
10月6日，NINE PERCENT正式解散。10月12日，“限定的记忆”2019 NINE PERCENT 告别演唱会在广州体育馆举行。团体解散后，尤长靖正式回归歌手身份，专注个人音乐发展。10月18日，首专单曲《AZORAland （页面存档备份，存于）》MV率先发布。隔日，《AZORAland》音源上线。
11月9日，参与网易云青春重置计划PART II，翻唱曲《连名带姓》上线。12月15日，与ICE杨长青现身湖南卫视《舞蹈风暴》半决赛助阵HiZam舞团，演唱《双截棍》。12月27日，首专第五首单曲《到时见》上线。12月25日，尤长靖官宣将于2020年1月11日举办首场个人音乐会。12月30日，音乐会门票5秒售罄。

### 2020年：个人首场音乐会，个人演唱会，首张个人专辑上线
1月8日，作为2019全球华侨华人年度评选颁奖典礼唯一受邀表演嘉宾，在钓鱼台国宾馆演唱《一颗星的夜》。
1月11日，首场个人音乐会「AZORAland•启」在北京展览馆剧场正式开场。尤长靖在音乐会中演唱21首歌，并在其后宣布下半年将开始个人巡回演唱会。
1月25日，于2020浙江卫视春晚演唱《一颗星的夜》。
10月27日, 正式发布收录10首歌曲的个人首张专辑《AZORAland•我是尤长靖》。
11月1日，首场个人演唱会在北京国家音乐产业高质量发展促进大会演出活动的支持下，于北京凯迪拉克中心举办，门票全数售罄。

### 2021年：首次参加音乐节，首个音乐综艺常驻，AZORAland继续构建
5月3日， 参与上海草莓音乐节，现场演唱十首歌曲。
7月-10月， 作为《说唱听我的2》常驻流行歌手嘉宾，在双子星赛制下和选手合作共8个舞台。最终和选手邓典果组成的双子星组合获得总决赛亚军。
9月19日， 专辑原创歌曲《启》MV 上线 《启 （页面存档备份，存于）》

## 音乐作品

### 专辑 / EP
|      | 资料 | 曲目 | 发行日期 |
| 专辑 | 《AZORAland·我是尤长靖》 - 发行公司：尤长靖工作室 - 专辑制作人：钱雷 - 发行日期：2020年10月27日线上专辑上线、2023年4月6日实体专辑开卖、4月9日黑胶唱片开卖 | 1. Intro 2. 启 3. 一颗星的夜 [Title] 4. 荒诞学家 5. 一个人记得 6. AZORAland 7. 黑白界 8. 到时见 9. 是你想成為的大人嗎 10. 害怕回家的人最孤独 11. 如果你也这样过 12. Outro | 1. 2020年10月27日 2. 2020年10月27日 3. 2019年5月15日 4. 2019年9月19日 5. 2019年6月19日 6. 2019年10月19日 7. 2020年11月25日 8. 2019年12月27日 9. 2020年9月19日 10. 2020年11月25日 11. 2020年12月9日 12. 2020年12月9日 |
| EP   | 《肆无忌惮的恋人》 - 发行公司：尤长靖工作室 - 专辑制作人： - 发行日期：2023年3月31日（线上）                                                              | 1. 肆无忌惮的爱你 2. 要坐火车去放烟花 3. 直到永远 | 2023年3月31日 |

### 个人单曲
| 年份   | 发布日期 | 曲目                   | 作词            | 作曲                       | 备注                                                                          |
| 2018年 | 6月29日  | 傲红尘                 | 陈曦            | 董冬冬                     | 浙江卫视《扶摇》人物主题曲                                                    |
| 2018年 | 7月19日  | 昨日青空               | 唐恬            | 钱雷                       | 电影《昨日青空》青春主题曲                                                    |
| 2018年 | 9月19日  | 半封情书               | 粉丝西柚        | 粉丝西柚                   | 尤长靖告白曲                                                                  |
| 2018年 | 9月22日  | 西遇                   | 树              | Foko                       | 觉计划——古乐重声                                                              |
| 2018年 | 12月10日 | Christmas有你          | 高维纶          | 高维纶                     | 首支个人特别单曲,首次担任歌曲制作人                                           |
| 2019年 | 5月21日  | Miss U                 | 吕易秋          | KZ/ TAEBONGI               | 绿箭音乐迷你剧《多久》主题曲                                                  |
| 2019年 | 7月10日  | 爱不由我               | 张鹏鹏          | 郑国锋                     | 电视剧《亲爱的，热爱的》插曲                                                  |
| 2019年 | 7月17日  | 被劫持的思念           | 夜小末          | 陈诗牧                     | 电视剧《七月与安生》插曲                                                      |
| 2019年 | 9月9日   | Love Hate              | 邬裕康          | Kiggen                     | 《我们的演唱会》首唱                                                          |
| 2019年 | 9月15日  | 寂寞寂寞就好           | 施人诚          | 杨子朴                     | 网易云「青春重置计划PART I 」收官曲，原唱Hebe田馥甄，翻唱版本由尤长靖亲自制作 |
| 2019年 | 9月26日  | Maybe Someday          | 邱治谐/贝汯璘   | Tyler Shamy/Fabio Angelini | 收录于NINE PERCENT毕业专辑《限定的记忆》                                      |
| 2019年 | 11月9日  | 连名带姓               | 葛大为          | 周杰伦                     | 网易云「青春重置计划PART II 」、原唱张惠妹，翻唱版本由钱雷重新制作及编曲      |
| 2020年 | 4月13日  | 氧气                   | 许常德          | 黄怡                       | 腾讯音乐「TME特别返场企划」、原唱范晓萱，翻唱版本由钱雷编曲                   |
| 2020年 | 7月9日   | 昨日青空（毕业特别版） | 唐恬            | 钱雷                       | 小红书「我们的毕业歌」、300人合唱版                                           |
| 2020年 | 10月24日 | 如果不是你             | 郭栋楠          | 马敬                       | 青春剧《风犬少年的天空》人物插曲                                              |
| 2021年 | 3月14日  | Love Hate (feat.u)     | 邬裕康          | Kiggen                     | 重置版LoveHate、尤长靖亲自担任制作人，Kenn C 重新编曲                         |
| 2021年 | 7月14日  | 致未来的我             | 唐恬            | 钱雷                       | 电影《燃野少年的天空》成长主题曲                                              |
| 2021年 | 7月22日  | 署名                   | 谢金林/羽田     | 羽田                       | 电视剧《心跳源计划》片尾曲                                                    |
| 2021年 | 12月6日  | 你不要担心             | 唐恬            | 编曲钱雷                   | 腾讯音乐「TME特别返场企划之重译」、翻唱韩剧《请回答1988》主题曲， 原唱为李笛  |
| 2021年 | 12月25日 | 人间四季               | 申名利          | 编曲火星电台               | 网易云「网易云2021年终特别企划 」                                             |
| 2022年 | 1月22日  | 爱与喜欢的区别         | 韩寒            | 编曲火星电台               | 电影《四海》主题曲，与房东的猫合唱，日曲《小小恋歌》中文翻唱                  |
| 2022年 | 12月30日 | 冬已至                 | 六六/张欣然     | 张欣然                     | 中国青年报策划推出《我的节气我的歌》音乐企划项目的冬至歌曲                    |
| 2023年 | 5月21日  | 无可救药               | 王唯灿/百川     | 王唯灿/百川                |                                                                               |
| 2023年 | 6月20日  | 我会永远记得想你       | 火星电台/尤长靖 | 钱雷                       | 「AZORAland·毕业之前」演唱会主题曲 & 网易云音乐2023毕业告别曲                 |

### 个人MV
| 发布时间       | 曲目           | 导演        |
| 2019年5月17日  | 《MissU》      | 廖人帅      |
| 2019年8月29日  | 《一颗星的夜》 | Alan Badoev |
| 2019年10月18日 | 《AZORAland》  | Alan Badoev |
| 2021年9月19日  | 《启》         | Alan Badoev |

### 合作单曲
| 发布时间       | 曲目                                 | 合作艺人                                                       | 备注                                            |
| 2018年1月22日  | ROCK THE SHOW                        | 贝汯璘、高茂桐、姜京佐、李若天、陆定昊、林彦俊、林超泽、邱治谐 | TRAINEE 18毕业单曲                              |
| 2018年9月15日  | 飘向北方(live)                       | 那吾克热                                                       | 《中国新说唱》四强帮唱歌曲                      |
| 2019年3月7日   | Hi Wake Up                           | 范丞丞、朱正廷、王子异、小鬼、费启鸣、艾福杰尼                 | 爱奇艺《青春的花路》主题曲                      |
| 2019年6月6日   | 神奇的汉字                           | 仝卓、胡一天、Justin、王鹤棣                                   | 湖南卫视《神奇的汉字》主题曲                    |
| 2019年6月12日  | 投己所好                             | 品冠                                                           | 《幸福指南编辑部》幸福主题曲                    |
| 2019年9月9日   | 那时的我，现在的我                   | TANGRAM、强东玥、林彦俊                                        | 《浙江卫视2019思想跨年》 个人抢鲜听形式首度演唱 |
| 2020年4月13日  | 氧气(live)                           | 郭静                                                           | 《天赐的声音第一季EP7》 ，翻唱范晓萱            |
| 2020年4月13日  | 你的答案(live)                       | 张韶涵                                                         | 《天赐的声音第一季EP7》 ，翻唱阿冗              |
| 2020年11月15日 | 秘密(live)                           | 赵露                                                           | 《蒙面唱将猜猜猜第五季EP3》 ，翻唱蓝又时        |
| 2020年11月22日 | 火柴天堂(live)                       | 双笙                                                           | 《蒙面唱将猜猜猜第五季EP4》 ，翻唱熊天平        |
| 2021年8月1日   | Falling Tonight (星夜）(live)        | 周庆健、W.T.M、巴邓顿珠、夜辉                                  | 《说唱听我的第二季EP3》                         |
| 2021年8月8日   | 镜｜ЯOЯЯIM(live)                     | 太帅了花、K.ila                                                | 《说唱听我的第二季EP4》                         |
| 2021年8月22日  | My Stage-不会醒来的梦(live)          | Wiz.H                                                          | 《说唱听我的第二季EP6》                         |
| 2021年9月12日  | 荒诞学家(live)                       | 邓典果                                                         | 《说唱听我的第二季EP9》                         |
| 2021年9月19日  | Dance In Love(live)                  | 邓典果                                                         | 《说唱听我的第二季EP10》                        |
| 2021年9月26日  | 如果你也这样过(live)                 | 邓典果                                                         | 《说唱听我的第二季EP11》                        |
| 2021年10月3日  | Invincible Players (绝顶玩家）(live) | 邓典果                                                         | 《说唱听我的第二季EP12上》                      |
| 2021年10月3日  | 这个夏天·双子星(live)                | 邓典果                                                         | 《说唱听我的第二季EP12下》                      |

### 《偶像练习生》演唱曲目
| 环节                  | 曲目                                  | 合作演唱者 | 原唱者 |
| 主题曲                | 《Ei Ei （页面存档备份，存于）》      | 偶像练习生 | 偶像练习生 |
| 首次等级评定          | 《让世界毁灭 （页面存档备份，存于）》 | 贝汯璘、高茂桐、姜京佐、李若天、林超泽、林彦俊、陆定昊、邱治谐                                                                                        | 林宥嘉 |
| 小组对决              | 《Can't Stop》                        | Snow Prince雪花王子组合：吕晨瑜、范丞丞、郑锐彬、邓烺怡、林超泽、Justin黄明昊                                                                         | CNBLUE |
| 位置测评              | 《我怀念的 （页面存档备份，存于）》   | 下雨天组合：陈立农、李权哲、韩沐伯 | 孙燕姿 |
| 主题考核+原唱歌曲公演 | 《我永远记得 （页面存档备份，存于）》 | Don't Forget组合：毕雯珺、韩沐伯、Jeffrey、王子异、杨非同、周锐                                                                                       | 毕雯珺、韩沐伯、Jeffrey、王子异、杨非同、尤长靖、周锐 |
| 师生合作舞台          | 《戒菸》                              | 偶像KTV組合：李荣浩、陈立农、 朱正廷、灵超、陆定昊、木子洋、楊非同                                                                                    | 李荣浩 |
| 出道考核+最终评价     | 《It's Ok （页面存档备份，存于）》    | 灵超、毕雯珺、李希侃、Jeffrey、林超泽、林彦俊、郑锐彬、小鬼、Justin黄明昊                                                                             | 尤长靖、灵超、毕雯珺、李希侃、Jeffrey、林超泽、林彦俊、郑锐彬、小鬼、Justin黄明昊                                                                             |
| 出道考核+最终评价     | 《Forever （页面存档备份，存于）》    | 灵超、毕雯珺、李希侃、Jeffrey、林超泽、林彦俊、郑锐彬、小鬼、Justin黄明昊、蔡徐坤、秦奋、徐圣恩、范丞丞、钱正昊、朱正廷、朱星杰、卜凡、陈立农、王子异 | 尤长靖、灵超、毕雯珺、李希侃、Jeffrey、林超泽、林彦俊、郑锐彬、小鬼、Justin黄明昊、蔡徐坤、秦奋、徐圣恩、范丞丞、钱正昊、朱正廷、朱星杰、卜凡、陈立农、王子异 |

### 《披荆斩棘第四季》演唱曲目
| 环节       | 曲目               | 演唱者 | 原唱者         |
| 主题曲     | 《时间的答案》     | 李克勤、林依轮、梁龙、王铮亮、严屹宽、黑泽良平、雅、袁成杰、徐海乔、沈震轩、李泽锋、向佐、秦昊、蔡旻佑、付辛博、韦礼安、杜海涛、凤小岳、符龙飞、黄潇、胡夏、熊梓淇、李佳琦、早安、宁桓宇、阿如那、朱星杰、王一哲、尤长靖、焦迈奇、井胧、高卿尘、石凯、庆怜 | *同左*         |
| 初舞台     | 《我走后》         | 胡夏、宁恒宇、尤长靖、井胧 | 小咪           |
| 初舞台     | 《荒诞学家》       | 尤长靖 | 尤长靖         |
| 第一场公演 | 《爱是怀疑》       | 凤小岳、熊梓淇、早安、朱星杰、尤长靖 | 陈奕迅         |
| 第二场公演 | 《表白》           | 雅、凤小岳、黄潇、朱星杰、尤长靖 | 萧亚轩         |
| 第三场公演 | 《借过一下》       | 黑泽良平、雅、黄潇、尤长靖 | 周深           |
| 第四场公演 | 《流行》           | 雅、杜海涛、凤小岳、尤长靖 | 李宇春         |
| 第四场公演 | 《燕窝》           | 张远、韦礼安、俞灏明、尤长靖 | 苏打绿         |
| 第五场公演 | 《作为怪物》       | 早安、尤长靖 | 李宇春、吴青峰 |
| 第五场公演 | 《求不来》         | 雅、杜海涛、凤小岳、尤长靖、庆怜 | 刘烨溦         |
| 家族诞生夜 | 《斗牛》           | 李克勤、黑泽良平、雅、尤长靖 | 华晨宇         |
| 家族诞生夜 | 《盛夏光年》       | 雅、凤小岳、早安、尤长靖、庆怜 | 五月天         |
| 家族诞生夜 | 《送你一朵小红花》 | 李克勤、林依轮、梁龙、王铮亮、严屹宽、黑泽良平、雅、袁成杰、徐海乔、沈震轩、秦昊、蔡旻佑、付辛博、韦礼安、杜海涛、凤小岳、符龙飞、黄潇、胡夏、熊梓淇、早安、宁桓宇、阿如那、朱星杰、王一哲、尤长靖、焦迈奇、井胧、高卿尘、石凯、庆怜、齐思钧               | 赵英俊         |

## 参演作品

### 固定综艺
| 播出年份 | 开播日期 | 播出平台                         | 节目名称                                    | 备注 |
| 2017年   | 4月11日  | 腾讯视频                         | 《来吃来吃大胃王 （页面存档备份，存于） 》  | 助理主持人、花式打广告 |
| 2018年   | 1月19日  | 爱奇艺                           | 《偶像练习生》                              | 男团竞演养成类真人秀 |
| 2018年   | 1月19日  | 爱奇艺                           | 《偶像有新番 （页面存档备份，存于） 》      | 《偶像练习生》衍生节目，2月9日那期没画面 |
| 2018年   | 1月19日  | 爱奇艺                           | 《偶像你造吗 （页面存档备份，存于） 》      | 《偶像练习生》衍生节目，只出演其中几期 |
| 2018年   | 1月19日  | 爱奇艺                           | 《练习生的凌晨零点》                        | 《偶像练习生》衍生节目，只出演其中几期 |
| 2018年   | 1月19日  | 爱奇艺                           | 《偶像练习生》值班VJ （页面存档备份，存于） | 《偶像练习生》衍生节目，只出演其中几期 |
| 2018年   | 1月19日  | 爱奇艺                           | 《阿偶TV （页面存档备份，存于） 》          | 《偶像练习生》衍生节目，只出演其中几期 |
| 2018年   | 6月15日  | 爱奇艺                           | 《NINE PERCENT花路之旅》                    | NINE PERCENT独家官方记录片 |
| 2018年   | 9月27日  | 爱奇艺                           | 《咕噔咕噔Banana》                          | Tangram出道团综，出演1-5期 |
| 2018年   | 10月28日 | 优酷                             | 《完美的餐厅》                              | 与陈立农、Justin、王子异、薛凯琪、王菊、李子璇、陈意涵、佘诗曼 |
| 2019年   | 1月6日   | 优酷                             | 《完美的餐厅》                              | 与陈立农、Justin、王子异、薛凯琪、王菊、李子璇、陈意涵、佘诗曼 |
| 2019年   | 3月13日  | 爱奇艺                           | 《青春的花路》                              | 与范丞丞、朱正廷、王子异、小鬼、费启鸣、艾福杰尼 |
| 2019年   | 6月19日  | 爱奇艺                           | 《我们的演唱会》                            | 记录香蕉娱乐家族演唱会准备过程 |
| 2019年   | 8月2日   | 爱奇艺                           | 《做家务的男人》                            | 以做家務為視角來洞悉三大主要親密關係（愛情、親情和友情）的觀察類真人秀 与汪苏泷、袁弘、张歆艺、魏大勋、朱丹、李诞、傅首尔 |
| 2019年   | 8月4日   | 爱奇艺                           | 《不做家务做什么》                          | 《做家务的男人》衍生花絮节目 |
| 2019年   | 8月6日   | 爱奇艺                           | 《男人的家务日记》                          | 《做家务的男人》衍生花絮节目 |
| 2020年   | 12月20日 | 浙江卫视，爱奇艺，腾讯视频，优酷 | 《宝藏般的乡村》                            | 乡村漫游真人秀 与华少、熊梓淇、孔雪儿 |
| 2021年   | 1月3日   | 浙江卫视，爱奇艺，腾讯视频，优酷 | 《宝藏般的乡村》                            | 乡村漫游真人秀 与华少、熊梓淇、孔雪儿 |
| 2021年   | 7月15日  | 芒果TV                           | 《说唱听我的第二季》                        | 说唱音乐综艺 与龚琳娜、胡彦斌、吴克群、朱婧汐、单依纯、弹壳、谢帝、法老、刘聪 |
| 2023年   | 11月11日 | 哔哩哔哩                         | 《爱唱歌的大学生》                          | 担任研学志愿者 与陈粒、尚雯婕、中岛美嘉、沙一汀 |
| 2024年   | 8月3日   | 芒果TV                           | 《披荆斩棘第四季》                          | 明星男团竞赛真人秀 与李克勤、林依轮、梁龙、王铮亮、严屹宽、黑泽良平、石原贵雅、袁成杰、徐海乔、沈震轩、李泽锋、向佐、秦昊、蔡旻佑、韦礼安、付辛博、杜海涛、凤小岳、符龙飞、黄潇、胡夏、熊梓淇、李佳琦、早安、宁桓宇、阿如那、朱星杰、王一哲、焦迈奇、井胧、高卿尘、石凯、庆怜 |
| 2025年   | 5月23日  | 爱奇艺，东方卫视                 | 《亚洲新声》                                | 在第一至第五期担任新声护航员 与张靓颖、张信哲、Jessie J、工藤静香、丹长、苏有朋、蔡健雅、林志颖等 |

## 演出

### 演唱会
| 日期                                             | 地区           | 举行地点               | 备注                                                                      | 演唱曲目 |
| 香蕉娱乐家族演唱会《我们的演唱会》               |                |                        |                                                                           | |
| 2019年8月3日                                     | 上海           | 梅赛德斯奔驰文化中心   | 与其他香蕉娱乐艺人                                                        | 《LoveHate》、《我怀念的》、《昨日青空》 |
| 《爱奇艺尖叫之夜》尤长靖演唱会                   |                |                        |                                                                           | |
| 2020年11月1日                                    | 北京           | 北京凱迪拉克中心       | 尤长靖专场                                                                | 表演曲目 《一顆星的夜》、《是你想成为的大人吗》、《荒诞学家》、《让世界毁灭》、《Lover》、《情人》、《Yellow+Viva la Vida》、《天黑黑》、《下雨天》、《我怀念的》、《Can't stop》、《我永远记得+Forever》 |
| 《AZORAland·毕业之前》2023个人巡回演唱会         |                |                        |                                                                           | |
| 2023年6月10日                                    | 广州           | 广州体育馆1号馆        | 第一场                                                                    | 表演曲目 《害怕回家的人最孤独》、《爱与喜欢的区别》、《黑白界》、《AZORAland》、《一颗星的夜》、《到时见》、《天黑黑》、《启》、《如果你也这样过》、《短暂逃离烦闷的人生》、《荒诞学家》、《Can't Stop》、《我永远记得》、《Maybe Someday》、《人间四季》、《要坐火车去看烟花》、《肆无忌惮的爱你》、《直到永远》、《是你想成为的大人》、《LoveHate》、《我会永远记得想你》、《昨日青空》                                                                                             |
| 2023年8月19日                                    | 成都           | 成都金融城演艺中心     | 第二场                                                                    | 表演曲目 《害怕回家的人最孤独》、《爱与喜欢的区别》、《黑白界》、《AZORAland》、《一颗星的夜》、《到时见》、《天黑黑》、《如果你也这样过》、《短暂逃离烦闷的人生》、《荒诞学家》、《一般的一天》(张子豪)、《不会醒来的梦》(feat 张子豪)、《浴火重生》(那吾克热)、《儿子娃娃》(那吾克热)、《一个人记得》、《Love Hate》、《人间四季》、《要坐火车去放烟花》、《肆无忌惮的爱你》、《直到永远》、《是你想成为的大人吗》、《飘向北方》(feat 那吾克热)、《我会永远记得想你》、《昨日青空》 |
| 2023年9月16日                                    | 上海           | 静安体育中心           | 第三场                                                                    | 表演曲目 《害怕回家的人最孤独》、《爱与喜欢的区别》、《黑白界》、《AZORAland》、《一颗星的夜》、《到时见》、《天黑黑》、《如果你也这样过》、《短暂逃离烦闷的人生》、《荒诞学家》、《走钢索的人》、《哭了》(feat 李泉)、《眼色》(feat 李泉)、《人间四季》、《要坐火车去放烟花》、《肆无忌惮的爱你》、《直到永远》、《是你想成为的大人吗》、《致未来的我》、《我会永远记得想你》、《昨日青空》                                                                                          |
| 2023年9月167日                                   | 上海           | 静安体育中心           | 第四场                                                                    | 表演曲目 《害怕回家的人最孤独》、《爱与喜欢的区别》、《黑白界》、《AZORAland》、《一颗星的夜》、《到时见》、《天黑黑》、《如果你也这样过》、《短暂逃离烦闷的人生》、《荒诞学家》、《被劫持的思念》、《爱不由我》、《如果不是你》(feat 彭昱畅)、《致未来的我》(feat 彭昱畅)、《人间四季》、《要坐火车去放烟花》、《肆无忌惮的爱你》、《直到永远》、《是你想成为的大人吗》、《那时的我，现在的我》、《我会永远记得想你》、《昨日青空》                                                  |
| “青春梦·音成就”群星演唱会                        |                |                        |                                                                           | |
| 2023年8月5日                                     | 广东           | 世纪莲体育中心体育场   | 与王心凌、TWINS、卫兰、炎明熹、永彬                                       | 《荒诞学家》、《是你想成为的大人吗》、《肆无忌惮的爱你》、《昨日青空》 |
| 芒果音乐会：歌者无界·巅峰盛典                    |                |                        |                                                                           | |
| 2024年11月16日                                   | 杭州           | 杭州市黄龙体育中心     | 与胡彦斌、吉克隽逸、李宇春、梁博、潘玮柏、谭维维、袁娅维、张碧晨、GAI周延 | 《害怕回家的人最孤独》、《短暂逃离烦闷的人生》、《荒诞学家》、《一颗星的夜》、《到时见》、《是你想成为的大人吗》、《昨日青空》 |
| 2024 FAIRY LAND星光演唱会- 成都站                |                |                        |                                                                           | |
| 2024年12月8日                                    | 成都           | 东安湖体育公园主体育场 | 与陈小春、刘宪华、小鬼                                                    | 表演曲目 《害怕回家的人最孤独》、《短暂逃离烦闷的人生》、《荒诞学家》、《如果你也这样过》、《到时见》、《要坐火车去放烟花》、《肆无忌惮的爱你》、《直到永远》、《是你想成为的大人吗》、《昨日青空》 |
| 《Power House Live Concert - 2人世界》2.0 演唱会 |                |                        |                                                                           | |
| 2025年3月29日                                    | 马来西亚吉隆坡 | 云顶世界云星剧场       | 与艾怡良                                                                  | 表演曲目 《害怕回家的人最孤独》、《Falling Night》、《爱与喜欢的区别》、《一颗星的夜》、《到时见》、《如果你也这样过》、《短暂逃离烦闷的人生》、《荒诞学家》、《是你想成为的大人吗》、《要坐火车去放烟花》、《肆无忌惮的爱你》、《直到永远》、《被劫持的思念》、《爱不由我》、《昨日青空》 |

### 见面会
| 日期                              | 地区 | 举行地点                                       | 备注                               | 演唱曲目 |
| 《偶像练习生》爱奇艺VIP千人见面会 |      |                                                |                                    | |
| 2018年3月31日                     | 北京 | 柏莱特影视文化产业园                           | 《偶像练习生》20强练习生粉丝见面会 | 《EiEi》、《我永远记得》 |
| 尤长靖“Family Day”生日会          |      |                                                |                                    | |
| 2018年9月19日                     | 上海 | 梅赛德斯奔驰文化中心 The Mixing Room音乐俱乐部 | 爱奇艺娱乐 奇迹的诞生日            | 《水星记》、《半封情书》、《昨日青空》、《我怀念的》 |
| 「AZORAland·启」音乐会            |      |                                                |                                    | |
| 2020年1月11日                     | 北京 | 北京展览馆剧场                                 | 尤长靖 首场个人音乐会              | 表演曲目 《AZORAland》、《红与黑》、《荒诞学家》、《到时见》、《一个人记得》、《Love Hate》、《寂寞寂寞就好》、《连名带姓》、《下雨天》、《一个人生活》、《你要的爱》、《遗失的美好》、《遇见》、《Forever Love》、《07324》、《一颗星的夜》、《折光》、《我怀念的》、《Forever+我永远记得》、《Can't Stop》、《昨日青空》 |

### 音乐节
| 日期   | 日期     | 音乐节                       | 演唱曲目 |
| 2021年 | 5月3日   | 上海草莓音乐节               | 启、荒诞学家、害怕回家的人最孤独、AZORAland、黑白界、到时见、LoveHate (feat.u)、昨日青空、是你想成为的大人吗、一颗星的夜、如果你也这样过                   |
| 2023年 | 4月23日  | 大美西山稻田音乐节           | 荒诞学家、害怕回家的人最孤独、爱与喜欢的区别、一颗星的夜、到时见、是你想成为的大人吗、肆无忌惮的爱你、昨日青空                                             |
| 2023年 | 4月30日  | 大连LMF音乐节                | 荒诞学家、害怕回家的人最孤独、爱与喜欢的区别、如果你也这样过、Love Hate、是你想成为的大人吗、肆无忌惮的爱你、昨日青空                                      |
| 2023年 | 5月21日  | 天津乌戈国潮音乐节           | 荒诞学家、害怕回家的人最孤独、爱与喜欢的区别、如果你也这样过、到时见、是你想成为的大人吗、肆无忌惮的爱你、昨日青空                                         |
| 2023年 | 7月16日  | 德州茉莉星空音乐节           | 荒诞学家、害怕回家的人最孤独、爱与喜欢的区别、一颗星的夜、到时见、是你想成为的大人吗、肆无忌惮的爱你、昨日青空                                             |
| 2023年 | 8月4日   | 乌兰布统国际音乐节           | 荒诞学家、害怕回家的人最孤独、爱与喜欢的区别、一颗星的夜、到时见、是你想成为的大人吗、肆无忌惮的爱你、昨日青空                                             |
| 2023年 | 9月30日  | 天空之城黄石东楚音乐节       | 荒诞学家、害怕回家的人最孤独、爱与喜欢的区别、如果你也这样过、是你想成为的大人吗、肆无忌惮的爱你、昨日青空                                                 |
| 2023年 | 11月19日 | 乌戈世界·桐庐大奇山音乐节    | 荒诞学家、害怕回家的人最孤独、爱与喜欢的区别、如果你也这样过、是你想成为的大人吗、直到永远、肆无忌惮的爱你、昨日青空                                       |
| 2023年 | 12月23日 | 吉安“扶摇直上”庐陵音乐嘉年华 | 荒诞学家、害怕回家的人最孤独、爱与喜欢的区别、一颗星的夜、如果不是你、是你想成为的大人吗、直到永远、肆无忌惮的爱你、昨日青空                               |
| 2024年 | 2月2日   | 汕头SuperLive音乐嘉年华      | 害怕回家的人最孤独、短暂逃离烦闷的人生、荒诞学家、爱与喜欢的区别、是你想成为的大人吗、如果你也这样过、要坐火车去放烟花、肆无忌惮的爱你、直到永远、昨日青空 |
| 2024年 | 3月30日  | 南宁绿城音乐节               | 害怕回家的人最孤独、短暂逃离烦闷的人生、荒诞学家、是你想成为的大人吗、如果你也这样过、肆无忌惮的爱你、直到永远、昨日青空                                   |
| 2024年 | 8月11日  | 清远黄腾峡凤城音乐嘉年华     | 害怕回家的人最孤独、短暂逃离烦闷的人生、荒诞学家、一颗星的夜、到时见、是你想成为的大人吗、昨日青空                                                         |
| 2024年 | 8月25日  | 石家庄贵客嘉音乐嘉年华       | 害怕回家的人最孤独、短暂逃离烦闷的人生、荒诞学家、到时见、是你想成为的大人吗、肆无忌惮的爱你、昨日青空                                                     |
| 2024年 | 10月20日 | 张家界草莓音乐节             | 荒诞学家、害怕回家的人最孤独、短暂逃离烦闷的人生、直到永远、肆无忌惮的爱你、爱与喜欢的区别、是你想成为的大人吗、如果你也这样过、昨日青空                   |
| 2024年 | 10月27日 | 武汉娱乐e族音乐节            | 害怕回家的人最孤独、短暂逃离烦闷的人生、荒诞学家、一颗星的夜、到时见、是你想成为的大人吗、要坐火车去放烟花、肆无忌惮的爱你、直到永远、昨日青空             |
| 2024年 | 11月15日 | 赣州扶摇直上音乐嘉年华       | 害怕回家的人最孤独、短暂逃离烦闷的人生、荒诞学家、一颗星的夜、到时见、是你想成为的大人吗、要坐火车去放烟花、爱与喜欢的区别、昨日青空                       |

### 其他舞台演出
| 活动年份 | 活动日期 | 活动名称                                         | 演唱曲目 |
| 2018年   | 8月26日  | 浙江卫视 《中国蓝十周年晚会》                    | 《傲红尘》                                                                                                   |
| 2018年   | 9月25日  | QQ音乐 《敦煌古乐重声音乐会》                    | 《西遇》 |
| 2018年   | 11月3日  | 网易云 《国风极乐夜音乐盛典》                    | 《傲红尘》                                                                                                   |
| 2018年   | 12月16日 | 腾讯视频 《由你音乐榜》                          | 《Christmas有你》                                                                                            |
| 2018年   | 12月23日 | 2018那吾克热 《N-征途-W MUSAPE演唱会》成都站     | 《Christmas有你》 和那吾克热合唱《飘向北方》、《征途》                                                       |
| 2018年   | 12月30日 | 《浙江衛視領跑2019演唱會》                       | 《归去来》 和黎真吾、刘郡格合唱《沧海一声笑》                                                                |
| 2018年   | 12月31日 | 《浙江卫视2019思想跨年》                         | 《那时的我，现在的我》                                                                                       |
| 2019年   | 2月19日  | 《2019湖南卫视元宵喜乐会》                       | 和鞠婧祎合唱《远走高飞》， 和陈浩民、蒋丽莎、陈雅薷、鞠婧祎、周洁琼、钱正昊合唱《卖汤圆》                    |
| 2019年   | 5月20日  | 南京艺术学院520毕业展嘉年华                      | 《傲红尘》、《昨日青空》                                                                                     |
| 2019年   | 7月21日  | 马来西亚饥饿三十倒数活动                         | 《一个人记得》、《一颗星的夜》                                                                               |
| 2020年   | 1月8日   | 钓鱼台国宾馆《2019全球华侨华人年度评选》颁奖典礼 | 《一颗星的夜》                                                                                               |
| 2020年   | 1月25日  | 《2020浙江衛視春節聯歡晚會 》                    | 《一颗星的夜》                                                                                               |
| 2020年   | 5月3日   | 《湖南卫视五四晚会》                             | 和白宇合唱《我们的生活充满阳光》                                                                             |
| 2020年   | 5月5日   | 《相信未来 在线义演》                            | 《一颗星的夜》                                                                                               |
| 2020年   | 5月11日  | 《致敬白衣天使公益云演唱会》                     | 《一颗星的夜》 、《昨日青空》                                                                                |
| 2020年   | 6月16日  | 《江苏卫视天猫618超级晚》                        | 和胡66合唱《后来遇见他》                                                                                     |
| 2020年   | 6月27日  | 《未来你好云演唱会》                             | 《昨日青空》、《是你想成为的大人吗》                                                                         |
| 2020年   | 7月11日  | bilibili《夏日毕业歌会》                         | 《昨日青空》、《一颗星的夜》                                                                                 |
| 2020年   | 8月13日  | CCTV-3《唱过夏天 2020流行音樂大型演唱会》        | 《昨日青空》、《一颗星的夜》、《到时见》                                                                     |
| 2020年   | 8月14日  | 《京东热8购物季》                                | 《昨日青空》、《一颗星的夜》                                                                                 |
| 2020年   | 10月30日 | 江苏卫视 快手 《一千零一夜》                     | 和陳藝鑫合唱《永不失联的爱》 和小鬼、王子異《那女孩对我说》                                                  |
| 2020年   | 11月10日 | 《京東11.11直播超級夜》                          | 《启》 |
| 2020年   | 12月31日 | 北京卫视《2021环球跨年冰雪盛典》                 | 《如果你也这样过》、《一颗星的夜》 和毛阿敏合唱《渴望》 和毛阿敏、李汶翰 、马伯骞合唱《思念》                |
| 2020年   | 12月31日 | 浙江卫视《美好有你2021跨年晚会》                 | 《如果不是你》、《是你想成为的大人吗》                                                                       |
| 2021年   | 10月27日 | 北京衛視《歌唱北京迎冬奧》                       | 和彭昱暢、張紫寧合唱《冬夢之約》                                                                             |
| 2021年   | 10月31日 | 《京东双十一：沸腾之夜》                         | 和徐艺洋合唱《遗失的美好》 和宋雨琦合唱《只对你有感觉》                                                      |
| 2021年   | 12月31日 | CCTV-3《启航2022》                               | 和檀健次、王嘉尔合唱《青春跃起来》                                                                           |
| 2021年   | 12月31日 | 北京卫视《2022环球跨年冰雪盛典》                 | 《是你想成为的大人吗》 和张碧晨合唱《镌刻》 和王弦、张丹、张昊、利路修、好弟、马布里、朱力安合唱《冰雪舞动》 |
| 2021年   | 12月31日 | 浙江卫视2022 《想把我唱给你听》跨年晚会          | 《一颗星的夜》 和品冠合唱《朋友》                                                                            |
| 2022年   | 1月25日  | CCTV央視《我的村晚我的年》                       | 《相親相愛一家人》 和張蕾、陳印泉、侯振鵬、烏蘭圖雅合唱《恭喜發財》                                          |
| 2022年   | 1月28日  | CCTV-3 《春晚有心意》                            | 和蔣一僑合唱《相親相愛一家人》 所有嘉賓合唱《真心英雄》                                                      |
| 2022年   | 1月30日  | 北京衛視《2021我們的年度總結大會》               | 《人間四季》                                                                                                 |
| 2022年   | 1月31日  | CCTV-3 《2022生龙活虎迎春来》                    | 《这就是二十四节气》                                                                                         |
| 2022年   | 1月31日  | CCTV央視《Young在春晚》                          | 和傲日其愣、馬佳合唱《夜空中最亮的星》                                                                       |
| 2022年   | 2月5日   | CCTV-3 《春晚有心意》                            | 和袁成杰合唱《冬天裡的一把火》                                                                               |
| 2022年   | 12月31日 | 浙江卫视《美好2023跨年夜》                       | 《昨日青空》                                                                                                 |
| 2023年   | 1月14日  | 《CCTV央视网路春晚》                             | 和李文翰、許靖韵、袁咏琳合唱《向上的光》                                                                     |
| 2023年   | 1月22日  | 《湖南卫视华人春晚》                             | 和陈立农、李斯丹妮、郑乃馨合唱《爆竹声中一岁除》                                                             |
| 2023年   | 1月25日  | 浙江卫视《2023美好中国新歌会》                   | 《致未來的我》                                                                                               |
| 2023年   | 2月5日   | 中國僑網《四海同春-全球華僑華人新春雲聯歡》      | 《是你想成为的大人吗》                                                                                       |
| 2024年   | 11月30日 | 动感地带芒果卡无限X巡回演唱会 - 广州站           | 《短暂逃离烦闷的人生》《荒诞学家》 和薛凯琪合唱《喜欢你》                                                    |
| 2024年   | 12月31日 | 《2024-2025湖南卫视芒果TV跨年晚会》              | 和吴宣仪合唱《Tooooo Busy》                                                                                  |
| 2024年   | 12月31日 | 《启航2025——中央广播电视总台跨年晚会》           | 和许魏洲合唱《相信》                                                                                         |
| 2025年   | 1月1日   | 四川卫视《2025花开天下·国韵新年演唱会》          | 《荒诞学家》、《归途有风》 和龚琳娜合唱《三界四洲》                                                          |
| 2025年   | 1月22日  | 《中央广播电视总台2025网络春晚》                 | 和袁维娅合唱《年年开新》                                                                                     |
| 2025年   | 1月28日  | 《2025年中央广播电视总台春节联欢晚会》           | 和重庆分会场，与蒋勤勤、田亮、迪玛希·库达依别列根、关晓彤、周也、希林娜依·高、时代少年团合唱《庆·新春》      |
| 2025年   | 1月29日  | 《2025福建春节联欢晚会》                         | 和大学生合唱《去追那束光》                                                                                   |
| 2025年   | 2月28日  | 《2024阅文IP盛典》                               | 《借过一下》                                                                                                 |

### 其他活动
| 活动年份 | 活动日期        | 活动名称                               | 备注                                                                      |
| 2017年   | 4月10日         | 2017秋冬上海时装周                     | 以TRAINEE 18名义出席                                                      |
| 2017年   | 4月22日         | B.I.G嘉年华                            | 以TRAINEE 18名义出席，首次18人集体亮相演出                                |
| 2018年   | 5月11日-5月12日 | Fendi 品牌线下活动                     | 与NINE PERCENT成员林彦俊、小鬼一起出席                                    |
| 2018年   | 5月17日         | 2018《爱奇艺世界大会 iJOY悦享会》      | 与NINE PERCENT成员林彦俊、小鬼一起出席 （页面存档备份，存于）             |
| 2018年   | 5月20日         | I Do 品牌线下活动                      | 与其他NINE PERCENT成员（除蔡徐坤）一起出席                                |
| 2018年   | 5月27日         | 2018悦诗风吟《玩转小清新节》           | 与NINE PERCENT成员陈立农、林彦俊、王子异、小鬼一起出席                    |
| 2018年   | 6月1日          | 消除者联盟《越消除越幸运》直播活动     | 与NINE PERCENT成员蔡徐坤、陈立农、林彦俊、王子异、小鬼一起出席            |
| 2018年   | 6月6日          | 味可滋《NINE PERCENT明星新包装》发布会 | 与NINE PERCENT成员蔡徐坤、陈立农、林彦俊、小鬼一起出席                    |
| 2018年   | 8月8日          | 天猫国际《淘Live官方直播间》直播       | 与NINE PERCENT成员林彦俊、王子异一起出席                                  |
| 2018年   | 8月18日         | 新浪《粉丝嘉年华》                     | 与NINE PERCENT成员陈立农、林彦俊、王子异、小鬼一起出席                    |
| 2018年   | 9月20日         | 《头发的水果料理店——尤长靖店长日》     | 出席Hair Recipe携手天猫小黑盒打造的首家《头发の水果料理店》当一日明星店长 |
| 2018年   | 10月15日        | 优酷《完美的餐厅》发布会               | 与陈立农、Justin、王子异、薛凯琪、王菊、李子璇、陈意涵一起出席            |
| 2018年   | 12月1日         | 2019 爱奇艺《尖叫之夜》                | 与其他NINE PERCENT成员一起出席，并获“年度组合歌手”&“尖叫男团“奖           |
| 2018年   | 12月8日         | 「真乐·无界」第十二届音乐盛典咪咕汇    | 与其他NINE PERCENT成员一起出席                                            |
| 2018年   | 12月17日        | 新浪微博直播活动                       | 担任新浪小编                                                              |
| 2018年   | 12月18日        | Tangram出道暨新歌发布会                | 与王思聪、强东玥一起到场助阵                                              |
| 2018年   | 12月18日        | 空降爱奇艺                             | 入职爱奇艺会员事业部，担任首席主唱                                        |
| 2019年   | 1月5日          | SNAILWHITE施妮薇「唤醒时光 尤你一起」  | 直播，品牌线下活动                                                        |
| 2019年   | 1月11日         | 2018微博之夜                           | 与其他NINE PERCENT成员一起出席，并获“微博年度最佳团体”奖                  |
| 2019年   | 2月15日         | 湾仔码头「尤长靖团圆日」               | 直播，品牌线下活动                                                        |
| 2019年   | 3月7日          | 爱奇艺《青春的花路》发布会             | 与范丞丞、朱正廷、王子异、小鬼、费启鸣、艾福杰尼一起出席                  |
| 2019年   | 4月6日          | 爱奇艺《青春有你》总决赛               | 与其他NINE PERCENT成员（除蔡徐坤）一起出席                                |
| 2019年   | 4月21日         | 松下把你宠上天 尤长靖见面会            | 直播，品牌线下活动                                                        |
| 2019年   | 4月28日         | 悦诗风吟中国7周年生日派对              | 品牌线下活动，与其他NINE PERCENT成员（除蔡徐坤、陈立农、范丞丞）一起出席  |
| 2019年   | 7月7日          | 果缤纷见面会                           | 品牌线下活动                                                              |
| 2019年   | 7月30日         | 爱奇艺《做家务的男人》发布会           | 与汪苏泷、袁弘、张歆艺、朱丹、傅首尔一起出席                              |
| 2019年   | 8月8日          | 《做家务的男人》空降爱奇艺 直播        | 与汪苏泷一起出席，家务Bromate对撞直播                                     |
| 2019年   | 8月2日          | 爱奇艺扫楼 直播                        |                                                                           |
| 2019年   | 9月7日          | 绿箭×全家「亲近便利店」                | 品牌线下活动                                                              |
| 2019年   | 10月20日        | Sekkisei雪肌精快闪活动                 | 品牌线下活动                                                              |
| 2019年   | 11月6日         | 浙江卫视《漫游记》发布会               | 与钟汉良、郭麒麟                                                          |
| 2020年   | 6月10日         | 天猫618天天超级晚                      | 直播                                                                      |
| 2020年   | 11月6日         | 央视频流动的海派咖啡馆                 | 直播                                                                      |
| 2024年   | 11月21日        | 2024年世界互联网大会乌镇峰会           | 作为马来西亚华人青年歌手，在“互联网文化交流互鉴论坛”中发表了文化交流演讲  |

## 出道实录
- 2018年1月19日，于爱奇艺开播。
- 投票方法请查看偶像练习生比赛规则。
- 红色箭頭「↑」为等级/排名上升，蓝色箭頭「↓」为等级/排名下降，標記「=」为等级/排名不变。
- 第五集练习生由96人淘汰至剩下60人，票数将归零重新累算。
- 第八集练习生由60人淘汰至剩下35人，票数将归零重新累算，六十人当中有两个人在第七集显示为退赛，但官方网站投票通道显示为淘汰。
- 第十集练习生由35人淘汰至剩下20人。

| 集数 | 原唱 歌曲名               | 影片        | 个人票数                    | 排名                        |
| 4    | CNBLUE 《Can't Stop》     | YouTube上的 | 21                          | 34                          |
| 6    | 孙燕姿 《我怀念的》       | YouTube上的 | 300                         | 3                           |
| 9    | 偶像练习生 《我永远记得》 | YouTube上的 | 23                          | 10                          |
| 11   | 李荣浩 《戒烟》           | YouTube上的 | 无票数、无排名 （合作舞台） | 无票数、无排名 （合作舞台） |

| 表演歌曲   | 原唱       | 等级 |
| 让世界毁灭 | 林宥嘉     | B    |
| Ei Ei      | 偶像练习生 | A    |

| 集數     | 排名           |
| 第一集   | 69             |
| 第二集   | 13↑56          |
| 第三集   | 9↑4            |
| 第四集   | 该集不公佈排名 |
| 第五集   | 10↓1           |
| 第六集   | 10             |
| 第七集   | 该集不公佈排名 |
| 第八集   | 8↑2            |
| 第九集   | 该集不公佈排名 |
| 第十集   | 8              |
| 第十一集 | 该集不公佈排名 |
| 第十二集 | 9↓1            |

## 奖项

### 大型颁奖礼
| 年份   | 名称                     | 奖项               | 作品   | 结果 |
| 2018年 | 网易云国风极乐夜音乐盛典 | 最佳国风新锐男歌手 | 尤长靖 | 獲獎 |

### 个人荣耀
| 年份   | 荣耀                                         |
| 2019年 | 2018年TC Candler亚太区最帅100张面孔第68位    |
| 2019年 | 马来西亚饥饿30爱心大使                       |
| 2019年 | 2019年TC Candler亚太区最帅100张面孔第76位    |
| 2020年 | 流行音乐全金榜2019年度最受欢迎新人           |
| 2020年 | 微博星耀盛典2019微博年度影响里音乐人（亚太） |

### 比赛经历
| 地区     | 年份 | 荣耀                          | 备注                       |
| 马来西亚 | 2011 | 第二届KBOX PLUS全柔歌唱大赛   | 决赛                       |
| 马来西亚 | 2012 | 第三届KBOX PLUS超级K歌大赛    |                            |
| 马来西亚 | 2013 | 第二届音乐帮K歌大赛           |                            |
| 马来西亚 | 2013 | 第二届校园SUPERSTAR           |                            |
| 马来西亚 | 2013 | 第二十二届美诗杯文艺歌曲大赛  | 代表学校                   |
| 中国     | 2015 | 校园好声音第二季              | 全国八强                   |
| 中国     | 2016 | TRAINEE 18 全球练习生招募计划 | 总决赛得到王思聪发放直通卡 |
| 中国     | 2018 | 偶像练习生                    | 第九名出道                 |
| 中国     | 2024 | 披荆斩棘4                     | 总冠军                     |

## 公益活动
2019年7月21日，尤长靖被委任《2019马来西亚世界宣明会饥饿30》爱心大使，与1万2000名饥饿勇士一起成功完成禁食30小时，并成功为贫困区饥饿群体筹获近200万令吉。
2020年1月29日，尤长靖捐助20万人民币支援中国武汉控制2019新型冠状病毒疫情。
2021年7月21日，尤长靖捐助30万人民币救援中国郑州严重水灾。